# Парламентские выборы в Великобритании (1964)
Парламентские выборы в Великобритании 1964 года — демократические выборы, проведённые 15 октября. Руководимые Гарольдом Вильсоном лейбористы победили консерваторов во главе с Алеком Дугласом-Хьюмом, однако их преимущество было минимальным — около 200 000 голосов избирателей и 13 мест (317 против 304) в 630-местной Палате общин.
Последнее обстоятельство, связанное с невозможностью выполнить все предвыборные обещания (в частности, национализацию сталелитейной промышленности), вынудило лейбористов пойти на внеочередные выборы в 1966 году.

## Предвыборная кампания
Консерваторы, не имея значительной поддержки, стремились отсрочить проведение выборов, чтобы обеспечить победу благодаря краткосрочным достижениям, подобно тому, как это произошло на предыдущих выборах. В частности, консерваторы приняли бюджет, который, по их мнению, должен был увеличить их поддержку населением. Однако новый премьер-министр Алек Дуглас-Хьюм, который долгое время заседал в Палате лордов, не имел достаточного политического опыта для ведения предвыборной кампании против известного политика Гарольда Вильсона, в своё время занимавшего должность министра торговли в правительстве Клемента Эттли.

## Результаты выборов
| Партия                    | Лидер            | Голосов    | %    | Мест | Δ мест |
| ------------------------- | ---------------- | ---------- | ---- | ---- | ------ |
| Лейбористы                | Гарольд Вильсон  | 12 205 808 | 44,1 | 317  | ▲ 59   |
| Консерваторы              | Алек Дуглас-Хьюм | 12 002 642 | 43,4 | 304  | ▼ 61   |
| Либералы                  | Джо Гримонд      | 3 099 283  | 11,2 | 9    | ▲ 3    |
| Независимые республиканцы |                  | 101 628    | 0,4  | 0    | 0      |
| Партия Уэльса             |                  | 69 507     | 0,2  | 0    | 0      |
| ШНП                       |                  | 64 044     | 0,2  | 0    | 0      |
| Коммунисты                |                  | 46 442     | 0,2  | 0    | 0      |